# Armancourt (Oise)
Armancourt è un comune francese di 566 abitanti situato nel dipartimento dell'Oise della regione dell'Alta Francia.

## Società

### Evoluzione demografica
Abitanti censiti